# نحمتعواي
نحمتعواي (بمعنى: "منجدة المسروق" أو "من تحتضن الذين في حاجة") هي إلهة في الديانة المصرية القديمة. ليست معروفة بشكل واسع. كانت نحمتعواي زوجة إله الثعبان نحبكاو، أو في أماكن عبادة أخرى، مثل الأشمونين، زوجة تحوت. تُصور في هيئات بشرية، مع غطاء رأس على شكل الصلاصل، وغالبًا ما تحمل طفلًا في حجرها.

## روابط خارجية
- "لوحة هيرموبوليس لنقطانب الأول", تصف معبدًا بناه نقطانب لنحمتعواي.